# Alophopimpla polia
Alophopimpla polia là một loài tò vò trong họ Ichneumonidae.